# Științifico-fantasticul în Franța

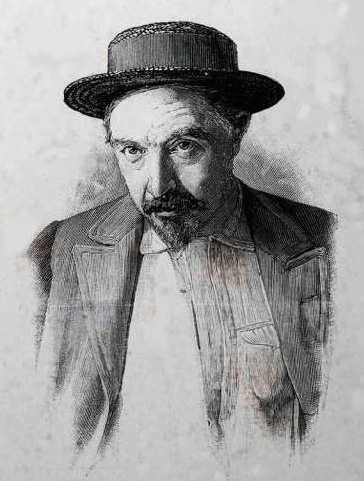
Joseph-Henri Rosny aîné (1856-1940) este considerat tatăl literaturii științifico-fantastice franceze moderne

Literatura științifico-fantastică franceză (în franceză Science-fiction française) este un gen important al literaturii franceze. Este un gen activ și productiv care a evoluat împreună cu literatura științifico-fantastică în limba engleză și cu restul literaturii franceze și internaționale.

## Istorie
În Evul Mediu european, teme științifice fictive au apărut în multe povestiri și legende cavalerești. Roboți și automate apar în romane cavalerești începând din secolul al XII-lea, ca de exemplu în lucrarea din franceza veche Le Pèlerinage de Charlemagne, denumit și Voyage de Charlemagne à Jérusalem et à Constantinople.
Încă din secolul al XVII-lea, explorarea spațiului și extratereștrii au apărut în Histoire comique des États et Empires de la Lune de Cyrano de Bergerac (1657) și în Entretien sur la Pluralité des Mondes (Conversația asupra pluralității lumilor) de Bernard le Bovier de Fontenelle. Povestirile filosofice ale lui Voltaire, Micromegas (1752) și Songe de Platon (Visul lui Platon) (1756) sunt deosebit de profetice pentru viitorul științifico-fantasticului.
De remarcat sunt și Voyages et Aventures de Jacques Massé (Călătoriile și aventurile lui Jacques Massé) de Simon Tyssot de Patot (1710), care prezintă o lume pierdută, La Vie, Les Aventures et Le Voyage de Groenland du Révérend Père Cordelier Pierre de Mésange (Viața, aventurile și călătoria în Groenlanda a reverendului Père Cordelier Pierre de Mésange, 1720), care prezintă teoria Pământului gol la interior, Anul 2440 sau un vis cum n-a mai fost de Louis-Sébastien Mercier (1771), care descrie o Franță a viitorului și La Découverte australe par un homme volant (Descoperirea australe ale unui om zburător) de Restif de la Bretonne (1781), renumit pentru invențiile profetice ale sale.
Cea mai mare influență asupra științifico-fantasticului european în secolul al XIX-lea, pe lângă scrierile lui H. G. Wells, au avut-o romanele științifice ale lui Jules Verne. Povestirile de aventură ale lui Verne, în special O călătorie spre centrul Pământului (1864), De la Pământ la Lună (1865) și Douăzeci de mii de leghe sub mări (1869), amestecă îndrăzneața aventură romantică cu tehnologia care era logic în acel moment că va apărea în viitorul apropiat. Au fost mari succese comerciale și au confirmat că un autor ar putea face o carieră din materiale atât de capricioase. L. Sprague de Camp îl numește pe Verne „primul romancier cu normă întreagă de științifico-fantastic din lume” („the world's first full-time science fiction novelist”).
Joseph-Henri Rosny aîné, considerat tatăl literaturii științifico-fantastice franceze moderne, a scris Xipehuzii (1887), Moartea Terrei (1910) și Navigatorii infinitului (1925).

## Serii de cărți științifico-fantastice
- Ailleurs et Demain (Robert Laffont)
- Bibliothèque verte
- Fleuve Noir Anticipation (Fleuve Noir)
- Folio SF
- J'ai Lu - Science Fiction
- Le Livre de Poche
- Métal hurlant
- Présence du futur (Denoël)
- Vertige science-fiction (Hachette)

## Scriitori notabili

### DupăJules Verne
- Louis Boussenard, succesor al lui Verne.
- Didier de Chousy
- Charles Derennes
- Arnould Galopin
- Jean de La Hire
- Paul d'Ivoi
- André Laurie, succesor al lui Verne.
- John Antoine Nau
- Georges Le Faure & Henri de Graffigny
- Gustave Le Rouge
- Albert Robida
- Maurice Renard
- J.-H. Rosny aîné
- Auguste Villiers de l'Isle-Adam
- Régis Messac, Quinzinzinzili (1935).
- José Moselli, La fin d'Illa (1925).
- Jacques Spitz, La guerre des mouches (1938).
- René Thévenin, Chasseurs d'Hommes (1930) și Sur l'Autre Face du Monde (1935)

### După al Doilea Război Mondial
- Francis Carsac
- Philippe Curval
- Daniel Drode
- Michel Jeury (ca "Albert Higon")
- Gérard Klein
- Nathalie Henneberg

Anticipation
- Pierre Barbet
- Richard Bessière
- B. R. Bruss (sau Roger Blondel, pseudonime ale lui René Bonnefoy)
- André Caroff
- Jimmy Guieu
- Gérard Klein (ca "Gilles d'Argyre")
- Maurice Limat
- André Ruellan (ca "Kurt Steiner")
- Louis Thirion
- Stefan Wul
- René Barjavel

Présence du futur
- Jean-Pierre Andrevon
- Jean-Louis Curtis
- Gérard Klein
- Jacques Sternberg
- Jacques Vallee (writing under the pseudonym of "Jérôme Sériel")

### Alți scriitori
- G.-J. Arnaud
- Ayerdhal
- Pierre Bordage
- Serge Brussolo
- Richard Canal
- Alain Damasio
- Maurice G. Dantec
- Michel Demuth
- Sylvie Denis
- Thierry Di Rollo
- Dominique Douay
- Catherine Dufour
- Jean-Claude Dunyach
- Claude Ecken
- Jean-Pierre Fontana
- Yves Fremion
- Laurent Genefort
- Philippe Goy
- Johan Héliot
- Joël Houssin
- Emmanuel Jouanne
- Serge Lehman
- Jean-Marc Ligny
- Xavier Mauméjean
- Michel Pagel
- Pierre Pelot (ca "Pierre Suragne")
- Julia Verlanger (ca "Gilles Thomas")
- Élisabeth Vonarburg
- Roland C. Wagner
- Daniel Walther
- Bernard Werber
- Joëlle Wintrebert

## Premii literare
Prix Rosny-Aîné este un premiu acordat anual pentru științifico-fantasticul în limba franceză. Este acordat anual din 1980 la două categorii: cel mai bun roman și cea mai bună ficțiune scurtă. În 1980, Michel Jeury a primit premiul Rosny-Aîné pentru cel mai bun roman (Le territoire humain).
Alte premii pentru științifico-fantasticul în limba franceză (neexclusiv) includ sau au inclus: Prix Apollo (1972–1990), Prix Bob Morane (1999–), Grand Prix de l'Imaginaire (1974–), Prix Julia Verlanger (1986–), Prix Jules Verne (1927–1933; 1958–1963), Prix Ozone (1977–2000) și Prix Tour Eiffel (1997–2002).

## Legături externe
- THE FRENCH ON MARS: A HUNDRED YEARS RETROSPECTIVE (1865–1965)
- Black Coat Press: publisher of English translations of French Science Fiction

## Vezi și
- Listă de scriitori francezi de literatură științifico-fantastică
- J.-H. Rosny jeune
- Viitorul a început ieri: retrospectiva anticipației franceze
- NooSFere
- La Compagnie des glaces - 97 de romane științifico-fantastice post-apocaliptice de Georges-Jean Arnaud